# Claudio Sartori

Claudio Sartori

Claudio Sartori (geboren am 1. April 1913 in Brescia; gestorben am 11. März 1994 in Mailand) war ein italienischer Musikwissenschaftler, Bibliograph und Librettologe.

## Leben und Werk
Sartori studierte Klavier und Literatur und promovierte in Musikgeschichte. Seine erste Anstellung fand er 1939 als Bibliothekar einer Schule in Bologna. Dort entwickelte sich sein Interesse an musikalischen Quellen und er publizierte eine Reihe musikhistorischer Beiträge. Während des Zweiten Weltkrieges schloss er sich der katholischen Flügel der italienischen Freiheitsbewegung an und gab ab März 1944 gemeinsam mit Teresio Olivelli und Carlo Bianchi die Widerstandszeitschrift Il Ribelle (Der Rebell) heraus, deren Erstauflage 15.000 Stück betrug und die in zahlreichen Städten Norditaliens verteilt wurde. Sartori wurde von der SS in Haft genommen und erst 1945 wieder auf freien Fuß gesetzt.
In den ersten Nachkriegsjahren widmete er sich dem Journalismus und der Musikkritik. Sartori schrieb unter anderem für die Tageszeitung Il Popolo di Milano und die Fachzeitschrift Rivista Musicale Italiana. 1947 folgte seine Verpflichtung an die Bibliothek des Conservatorio Giuseppe Verdi in Mailand und seine definitive Hinwendung zur musikhistorischen Erfassung und Erforschung der Originalquellen. Sartori sah die Inventarisierung und Katalogisierung als vorrangige Aufgabe der Historischen Musikwissenschaft. Binnen weniger Jahre konnte er ein Netzwerk von Kollegen und Korrespondenten aufbauen, welches sich nicht nur über ganz Italien erstreckte, sondern auch Partner in wichtigen Institutionen von ganz Europa und Nordamerika umfasste. Nur aufgrund dieser Unterstützung war es ihm möglich, beeindruckende Datenmengen aus allen namhaften italienischen Bibliotheken und Sammlungen zusammenzutragen. Sartori begab sich immer wieder selbst vor Ort, so inventarisierte er gemeinsam mit seiner Mitarbeiterin Mariangela Donà für RISM die gedruckten Bestände des Schlosses in Castell’Arquato.
1959 wurde Sartori an die Biblioteca Nazionale Braidense berufen, an der er wenige Jahre später, gemeinsam mit Mariangela Donà, das Ufficio Ricerca Fondi Musicali (URFM) gründete, das Forschungsbüro für musikalische Quellen. Er blieb dessen Leiter bis zu seiner Pensionierung und erarbeitete drei mehrbändige Werke höchsten wissenschaftlichen Standards: 1968 schloss er die Bibliografia della musica strumentale italiana stampata fino al 1700 (Bibliographie der italienischen Instrumentalmusik in Drucken vor 1700) ab und gab 1977, gemeinsam mit seinen Kollegen Alfred Einstein und François Lesure, den Neuen Vogel heraus, die erweiterte und revidierte Bibliografia della musica italiana vocale pubblicata dal 1500 al 1700 des in Braunschweig tätigen Musikwissenschaftlers Emil Vogel, welche erstmals 1892 erschienen war.
Seine besondere Leidenschaft in den letzten Jahrzehnten seines Lebens galt den italienischen Libretti des 17. und 18. Jahrhunderts. Für sein siebenbändiges Hauptwerk I libretti italiani a stampa dalle origini al 1800 sammelte er über 26.000 Einträge und erfasste damit nahezu vollständig die Textgrundlagen der italienischen Oper. Zu seinen Lebzeiten erschienen die fünf bibliographischen Bände und der erste Indexband. Satoris Arbeit wurden von Kollegen und Kritik hoch gelobt, als Catalogo Sartori und als Standardwerk der Musikwissenschaften bezeichnet. Er starb während der Arbeiten für den zweiten Indexband, den letzten Band des Werkes. 2024 erschien eine gedruckte und digitale Neuauflage der sieben Bände im Hollitzer Verlag Wien. 
Schon 1955 wurde Sartori in das Exekutivkomitee der International Association of Music Libraries (IAML) aufgenommen. Er gehörte auch einer Reihe weiterer Fachverbände an und war 1965 Gastprofessor an der University at Buffalo und 1969 an der UCLA in Los Angeles. Seine umfangreiche Privatbibliothek übergab er bereits zu Lebzeiten, in den Jahren 1986 bis 1988, dem Conservatorio Giuseppe Verdi, die Rechte für sein Hauptwerk I libretti italiani a stampa dalle origini al 1800 hält das Don Juan Archiv Wien, welches derzeit eine digitale Version erstellt.

## Wichtige Publikationen

### Bibliographien
- Bibliografia delle opere musicali stampate da Ottaviano Petrucci, Firenze: Olschki, 1948. ISBN 9788822220417
- Bibliografia della musica strumentale italiana stampata fino al 1700, Firenze: Olschki, 1952 und 1968 (2 Bände)
- Bibliografia della musica italiana vocale pubblicata dal 1500 al 1700, gemeinsam mit Emil Vogel, Alfred Einstein und François Lesure, Pomezia: Staderini Minkoff 1977. (3 Bände)

### Kataloge
- La Cappella musicale del Duomo di Milano. Catalogo delle musiche dell'archivio, Milano: Ven. Fabbrica del Duomo, 1957
- Assisi. La Cappella della Basilica di s. Francesco. Catalogo del fondo musicale della Biblioteca Comunale di Assisi. Milano: Istituto Editoriale Italiano, 1962
- Catalogo del fondo Musicale di Ostiglia, biblioteca Dell'Opera Pia Greggiati, Milano, 1983
- Ostiglia. Biblioteca dell’Opera Pia Greggiati. Catalogo del fondo musicale, Vol. I: Le edizioni. Milano: Nuovo Istituto Editoriale Italiano, 1983
- I libretti italiani a stampa dalle origini al 1800. Catalogo analitico con 16 indici, Cuneo: Bertola & Locatelli Editori, 1990–1994 (7 Bände). Neuauflage 2024: Hollitzer Verlag, Wien 2024, ISSN 2960-5830 (Print), ISSN 2960-5849 (E-Book)

### Nachschlagewerke
- (Hg.): Dizionario degli editori musicali italiani (tipografi, incisori, librai-editori), Firenze: Olschki, 1958 (Biblioteca di bibliografia italiana, 32)
- (Hg.): Dizionario Ricordi della musica e di musicisti, Milano: Ricordi, 1959
- (Hg.): Enciclopedia della musica, Milano: Ricordi 1963 (Band 1), 1964 (Band 2 bis 4)

### Weitere Publikationen
- Casa Ricordi 1808 – 1858. Itinerario grafico editoriale, Milano: Ricordi, 1958
- (Hg:) Giacomo Puccini, Milano: Ricordi, 1959
- Giovanni Battista Sammartini e la sua corte, in: Musica d’oggi, III/3, 1960, pp. 106 ff.
- L’avventura del violino: l’Italia musicale dell’Ottocento nella biografia e nei carteggi di Antonio Bazzini, Torino: ERI, 1978

### Übersetzungen
- Paolo Landormy: Brahms, Milano: Genio, 1946
- E. Robert Schmitz: Il pianoforte di Claude Debussy, Milano: Aldo Martello Editore, 1952

### Gedenkschrift
- Mariangela Donà, François Lesure (Hg.): Scritti in memoria di Claudio Sartori, Lucca: Libreria Musicale Italiana, 1994